# 1028 (szám)
Az 1028 (római számmal: MXXVIII) az 1027 és 1029 között található természetes szám.

## A szám a matematikában
A tízes számrendszerbeli 1028-as a kettes számrendszerben 10000000100, a nyolcas számrendszerben 2004, a tizenhatos számrendszerben 404 alakban írható fel.
Az 1028 páros szám, összetett szám. Kanonikus alakja 22 · 2571, normálalakban az 1,028 · 103 szorzattal írható fel. Hat osztója van a természetes számok halmazán, ezek növekvő sorrendben: 1, 2, 4, 257, 514 és 1028.
Az 1028 egyetlen szám valódiosztó-összegeként sem áll elő, ezért érinthetetlen szám.

## Csillagászat
- 1028 Lydina kisbolygó